# 高田彩香
高田 彩香（たかた あやか、1992年9月11日 - ）は、日本の女優。元プロダクション尾木所属。2020年よりアイリンク株式会社所属。現在は高見彩香（たかみ あやか）で活動中。
憧れの人は観月ありさ。特技は絵を描くこととクラシック・バレエ。
2005年、近野成美や大島優子らとともにDoll's Voxのメンバーとして歌手デビューした。

## 出演

### テレビドラマ
- ごくせん第1シリーズ 第3話（2002年、日本テレビ）- 女子小学生 役
- 忍風戦隊ハリケンジャー 第47話（2003年、テレビ朝日）- 幼少の覚羅 役
- 出会いのストーリー（2003年、フジテレビ）
- クニミツの政（2003年、フジテレビ）
- ほんとにあった怖い話（2004年、フジテレビ）
- 女王の教室（2005年、日本テレビ） - 松本エマ 役
- たったひとつの恋（2006年、日本テレビ）
- 演歌の女王 第3話（2007年、日本テレビ）- 女の子 役
- 水戸黄門 第37部 第7話「家族を捨てた母の愛・鶴岡」（2007年 TBS・C.A.L） - はな 役
- バッテリー（2008年、NHK） - 藤井美佳 役
- サムライ・ハイスクール（2009年、日本テレビ） - 山崎依世 役
- 土曜ワイド劇場「弁天祐美子法律事務所2」（2009年11月7日、テレビ朝日）
- 臨場 続章 第10-11話（2010年6月16・23日、テレビ朝日） - 皆川美咲 役

### その他のテレビ番組
- SDM発i （2003年、フジテレビ）
- CS発!美少女箱（2004年、フジテレビ）

### 映画
- DRUG GARDEN（2000年、広田レオナ監督） - 小学生のレオナ 役
- スパイ・ゾルゲ（2003年、篠田正浩監督） - 尾崎杏子 役
- レディ・ジョーカー（2004年、平山秀幸監督）[2]

## 作品

### デジタル写真集
- いもうと高田彩香10才デジタル写真集vol1（2002年、nifty）